# ℝ²
Pour les articles homonymes, voir R2.
ℝ2 est une notation mathématique qui désigne l'ensemble des couples de nombres réels.

## Structures additionnelles
- Cet ensemble est muni de façon canonique d'une structure de plan (c'est-à-dire d'espace bidimensionnel) vectoriel ou affine. On désigne encore ce plan par ℝ2. Dans tout autre plan (plan affine muni d'un repère affine ou plan vectoriel muni d'une base), ℝ2 est l'ensemble des coordonnées possibles.

- L'ensemble ℝ2 peut aussi, être défini comme l'ensemble des complexes ,ℂ.

## Exemple
{\displaystyle \forall x\in \mathbb {R} ,\forall y\in \mathbb {R} } (qui s'abrège en {\displaystyle \forall x,y\in \mathbb {R} }) s'écrit aussi : {\displaystyle \forall (x,y)\in \mathbb {R} ^{2}} ou, avec ,{\displaystyle a,b\in \mathbb {R} }, tel que le nombre {\displaystyle z} de coordonnées {\displaystyle (a,b)} peut s'écrire sous la forme : {\displaystyle z=a+ib}.